# 我名叫于明
我名叫于明（Yu Ming Is Ainm Dom / 我的名字是于明）是一齣2003年出品的愛爾蘭短片。本片主要以愛爾蘭語為主，講述一個中國人努力學好說愛爾蘭語，但在愛爾蘭竟然沒有人能听懂他的爱尔兰语的故事。本片由Daniel O'Hara執導，片長約十三分鐘。

## 劇情簡介
小店員于明開始厭惡自己在中國平淡的生活，就決定任意選擇一個國家去旅行。轉動地球儀時無意中選中愛爾蘭，然後到了圖書館搜集資料時在世界地圖集上發現「蓋爾語」是愛爾蘭的官方語言，由此決定出發前學好愛爾蘭語以便溝通。
于明隨後到了都柏林，一個大部分人只是略懂甚至不懂愛爾蘭語的城市。他到處踫到言語不通的釘子，譬如到了一間青年旅社問：「Ba mhaith liom leaba anseo（這裡有床位嗎？）」那位澳洲人以為他說漢語，便說自己不懂漢語。
于明後來到了一間酒吧找工作，他的「蓋爾語」又讓他碰釘子——他說「Táim ag lorg obair（我想找工作）」。酒保簡直不明所意，只管瞪眼望著他。一個操愛爾蘭語的老頭子，坐在長檯尾喝酒。忽然聽到一位中國人非常流利地操自己的母語愛爾蘭語，感到十分驚訝，就拉他過來喝兩杯去解釋這個「愛爾蘭人都會說愛爾蘭語，自己沒人懂只怪自己學藝未精」的誤解。
後來于明在說愛爾蘭語的康尼馬拉任酒吧伙計。

## 演員
- Daniel Wu飾Yu Ming(于明)
- Frank Kelly飾老人
- Paddy C. Courtney飾酒吧伙計
- Richard Morton飾Lenny

## 外部連結
- Summary from atomfilms.com
- 互联网电影数据库（IMDb）上《我名叫于明》的资料（英文）